# Hayato Hashimoto
Hayato Hashimoto (født 15. september 1981) er en brasiliansk fodboldspiller.
Han har spillet for flere forskellige klubber i sin karriere, herunder Omiya Ardija.